# Спільна зовнішня та безпекова політика
Спільна зовнішня та безпекова політика (англ. Common foreign and security policy (CFSP)) — один з двох міжурядових «стовпів» Європейського Союзу. Спільну зовнішню та безпекову політику (СЗБП) започаткував Договір про Європейський Союз (ДЄС) замість так званої «європейської політичної співпраці». СЗБП має на меті формування спільної оборонної політики, яка може, зрештою, привести до єдиної системи оборони. Розділ V (статті 11-28) договору, відомий також як «другий стовп», визначає не тільки завдання СЗБП, а й специфічні юридичні інструменти їх реалізації — спільні дії та спільні позиції, застосування яких ухвалюється одностайним голосуванням у Раді.
Амстердамський договір (травень 1999 року) запровадив посаду «Верховного представника» з питань спільної зовнішньої та безпекової політики, надав у розпорядження Європейському Союзу новий інструмент — спільну стратегію, і дозволив, за певних умов, використання голосування кваліфікованою більшістю. Ніццький договір, своєю чергою, дозволив, також за певних умов, вдаватися до тіснішої співпраці в сфері безпеки для здійснення спільних дій і спільних позицій, але не для військових чи оборонних операцій. Європейська Конституція запроваджує постійну посаду міністра закордонних справ ЄС, який замінить водночас і Верховного представника з питань СЗБП і члена Комісії з зовнішніх справ, які досі певною мірою дублювали функції один одного.
Спільна зовнішня та безпекова політика Європейського Союзу передбачає визначення загальних рис спільної оборонної політики, яка, можливо, з часом приведе до створення спільної оборонної структури. Щодо оборони, Європейський Союз звернувся до Західноєвропейського союзу з проханням розробити і запровадити рішення та заходи, які мають оборонне значення (Стаття 17 Договору про ЄС).